# Будка поцілунків
«Будка поцілунків» (англ. The Kissing Booth) — британсько-американська романтична комедія, заснована на однойменному романі Бет Ріклз і знята Вінсом Марселло в кінокомпанії «Komixx Entertainment». Фільм вийшов 11 травня 2018 року на Netflix.

## Сюжет
Історія починається з розповіді про двох друзів — Ель (Джої Кінг) і Лі (Джоел Кортні). Вони народилися в один день — 7 червня, і в один час — 1:47, в Лос-Анджелесі, Каліфорнія. Їхні мами були найкращими подругами, і тому дівчинка Ель і хлопчик Лі росли, як брат і сестра. У Ель померла мама, і вона намагається це пережити. До того ж їй почав подобатися старший брат Лі, Ноа Флінн (Джейкоб Елорді).
Дія переноситься в наші дні. Останній день літа, Ель і Лі потрібно придумати ідею для збору коштів у школі. Дівчина знову згадує про Ноа, але розуміє, що нічого не світить, бо згідно з одним з правил дружби — родичі друга недоторкані. Ось і перший день школи, але в Ель все явно йде не за планом: рвуться штани, запасні в хімчистці, і тому їй доводиться одягнути спідницю 9 класу, яка їй мала. Через це однокласник Ель починає задирати її, але Ноа захищає її. Після цього однокласник просить вибачення перед Ель, передаючи їй записки на уроки, і благає дати свій номер телефону. Ноа це помічає. Цей хлопець навіть кличе дівчину на побачення, але сам сильно запізнюється, пояснюючи це тим, що Ноа погрозами заборонив усім запрошувати Ель. Лі підтримує її. Дівчину це сильно обурює і вона дзвонить Ноа і просить його припинити стежити за її особистим життям, але Ноа відповідає лише знущанням.

## В ролях
| Актор           | Роль         |
| --------------- | ------------ |
| Джої Кінг       | Ель Еванс    |
| Джоел Кортні    | Лі Флінн     |
| Джейкоб Елорді  | Ноа Флінн    |
| Джошуа Іді      | Таппен       |
| Моллі Рінгуолд  | місіс Флінн  |
| Меганні Янг     | Рейчел       |
| Байрон Ленглі   | Воррен       |
| Джессіка Саттон | Мія          |
| Морн Віссер     | містер Флінн |
| Карсон Вайт     | Бред Еванс   |

## Український дубляж
- Анастасія Павленко — Ель Еванс
- Олександр Солодкий — Лі Флінн
- Андрій Федінчик — Ноа Флінн
- Вікторія Левченко — Рейчел
- Єлизавета Зіновенко — Олівія
- Ганна Соболєва — Гвінет
- Кирило Татарченко — Ренді, Нерд
- Володимир Терещук — містер Еванс
- Вікторія Сичова — Мія
- Сергій Гутько — Оллі, містер Флінн
- Михайло Іванець — Бред
- Світлана Шекера — місіс Флінн
- Вячеслав Скорик — Воррен
- Руслан Драпалюк — Баррі
- Вячеслав Скорик — Воррен
- Вадим Лисяний — Щорічник хлопець, Президент студентської ради
- Ольга Гриськова — Британська дівчина
- Андрій Соболєв — Таппен
- Михайло Войчук — Директор
- Павло Скороходько — Ендрю
- А також: Роман Молодій, Дмитро Зленко, Таїсія Кривов'яз, Катерина Петрашова, Оксана Гринько, Захар Білявський, Єва Шевченко-Головко

Фільм дубльовано студією «Так Треба Продакшн» на замовлення компанії «Netflix» у 2021 році.
- Перекладач — Поліна Новікова
- Режисер дубляжу — Анна Козирицька
- Звукорежисер — Дмитро Бойко
- Менеджер проєкту — Ольга Чернявська

## Виробництво
Знімання відбувалося у Лос-Анджелесі, Каліфорнії та Кейптауні, Південна Африка з січня по квітень 2017 року.

## Сиквел
14 лютого 2019 року було оголошено продовження під назвою «Будка поцілунків 2». Фільм вийшов 24 липня 2020 року на Netflix. Третій фільм — «Будка поцілунків 3» був анонсований 26 липня 2020 року. Він буде знятий безпосередньо після другого фільму, більшість акторів та знімальна група залишилися старими, заплановано випуск 2021 року.